# Aitor Kintana
Aitor Kintana Zarate (né le 15 juillet 1975 à Vitoria-Gasteiz) est un coureur cycliste espagnol, professionnel de 1998 à 2003.

## Biographie
En 2003, il est contrôlé positif à l'EPO lors d'un contrôle inopiné effectué le 21 juin lors du Tour de Catalogne, dont il a remporté l'étape reine. Ce contrôle positif le contraint à arrêter sa carrière.

## Palmarès
- 1991
  - Aiarako Bira[2]
- 1997
  - 2e du championnat d'Espagne sur route espoirs
- 1998
  - 3e du Mémorial Manuel Galera
- 2000
  - 8e étape du Tour de l'Avenir
  - 5e du Tour de l'Avenir
- 2001
  - 2e du Tour de La Rioja
- 2002
  - 2e de la Route du Sud
  - 7e du Critérium du Dauphiné libéré
- 2003
  - 3e étape du Tour de Catalogne

## Résultats sur les grands tours

### Tour d'Espagne
2 participations
- 2001 : abandon (7e étape)
- 2002 : 53e